# جوناثان التميمي
جوناثان التميمي (12 أكتوبر 1994 هو لاعب كرة قدم أردني في مركز الدفاع. لعب مع نادي هاماربي لكرة القدم.

## وصلات خارجية
- جوناثان التميمي على موقع اتحاد السويد (السويدية)
- جوناثان التميمي على موقع قاعدة بيانات كرة القدم.إي يو (الإنجليزية)
- جوناثان التميمي على موقع ناشيونال فوتبول تيمز (الإنجليزية)
- جوناثان التميمي على موقع Soccerway.com (الإنجليزية)